# Кућа Танаска Рајића
Кућа Танаска Рајића се налази у Страгарима, насељеном месту на територији града Крагујевца, представља непокретно културно добро као споменик културе, решењем скупштине општине Крагујевац, бр 02-633-3/91 од 9. јула 1991. године.
У кући се родио и живео Танаско Рајић, позната личност из Првог и Другог српског устанка. Кућа је премештена са мале раздаљине на место на којем се сада налази пре него што је утврђена за културно добро. Грађена је од дрвета, крајем 18. или почетком 19. века. Изграђена је на ћелицу, преко камених темељних зидова. Подрум је смештен на једној половини куће. Приземни део куће чине собе у којима се живело, као и гостинска соба. Првобитна, оригинална кућа је била дводелна. На кући су сачувана сва, оригинална, аутентична својства ове архитектуре: прозори, врата, таваница, подрумска врата.